# Procédure d'adhésion de l'Irlande à la Communauté économique européenne
La procédure d'adhésion de l'Irlande à la Communauté économique européenne est le processus politique qui a permis à l'Irlande de rejoindre la CEE (devenue l'Union européenne en 1993) le 1er janvier 1973. La Communauté économique européenne s'est ainsi élargie à 9 États (l'Irlande étant entré en même temps que le Danemark et le Royaume-Uni).

## Sources

## Compléments